# Macrostylis compactus
Macrostylis compactus är en kräftdjursart som beskrevs av Yakov Avadievich Birstein1963. Macrostylis compactus ingår i släktet Macrostylis och familjen Macrostylidae. Inga underarter finns listade i Catalogue of Life.